# Koinaka
Koinaka (恋仲?) es un drama japonés emitido los lunes desde el 20 de julio de 2015 a las 21:00 por Fuji TV. Fue dirigido por Hiro Kanai y Shōgo Miyaki, quienes dirigieron Summer Nude en 2013. El guion fue escrito por Sayaka Kuwamura, quien fue guionista en la adaptación de acción en vivo de Strobe Edge.
Es la primera vez que Sota Fukushi interpreta al personaje principal en un drama getsuku.
Tsubasa Honda jugó el papel de su amiga de la infancia, y Shūhei Nomura a su rival en el amor. Los tres, ya habían trabajado juntos en la película Enoshima Prism de 2013.
El primer episodio recibió una calificación de audiencia del 9.8%, y el tercer episodio registró la calificación más alta de 11.9% en la región de Kantō. El último episodio fue parcialmente transmitido en vivo, y Rino Sashihara hizo un cameo como estrella invitada.

## Reparto
- Sota Fukushi como Aoi Miura, el protagonista.
- Tsubasa Honda como Akari Serizawa, amiga de la infancia de Aoi.
- Shūhei Nomura como Shōta Aoi, amigo de la infancia de Aoi.
- Taiga como Kōhei Kanazawa, amigo de la infancia de Aoi.
- Sakurako Ohara como Nanami Miura, hermana menor de Aoi.
- Yui Ichikawa como Ruiko Saeki, exnovia de Aoi Miura.
- Yua Shinkawa como Kazuha Sawada, compañera de trabajo de Shōta Aoi.
- Mizuki Yamamoto como Mirei Tominaga, trabajadora mayor en la compañía de Aoi Miura.
- Yō Yoshida como Mariko Niwa, Presidente en la compañía de Aoi Miura.
- Kaoru Kobayashi como Hirotoshi Serizawa, padre de Akari.